# Adunarea Reprezentanților (Palestina sub mandat britanic)

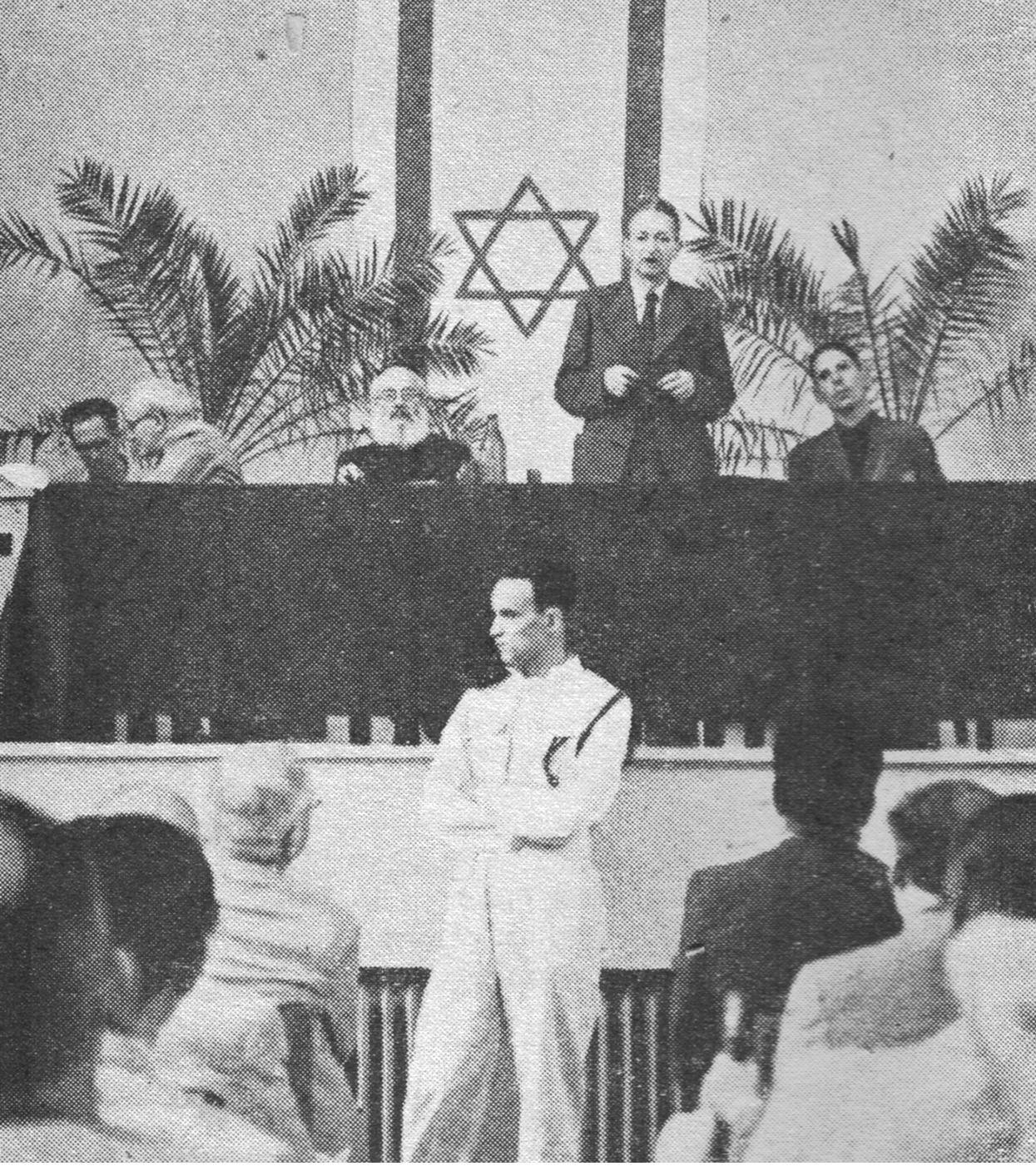
Itzhak Ben Tzvi rostește cuvinte în fața Adunarii reprezentanților evrei din Palestina în 1944

Adunarea Reprezentanților (Palestina sub mandat britanic)(în ebraică אספת הנבחרים, transliterat: Assefat Hanivharim, în engleză Assembly of Representatives) a fost adunarea parlamentară aleasă a Ishuvului, cum era denumită în mod colectiv în ebraică populația evreiască din Palestina mandatară.  Ea a fost înființată la 19 aprilie 1920 și a funcționat până la 13 februarie 1949, o zi inainte de depunerea jurământului Primului Knesset al Statului Israel, care a fost ales la alegerile legislative din 25 ianuarie 1949. Adunarea era o emanație a organizațiilor politice evreiești și nu s-a creat din inițiativa puterii mandatare, care în rândurile evreilor a avut ca interlocutor privilegiat Agentia Evreiască. 
Adunarea Reprezentanților evrei din Palestina s-a întrunit odată pe an pentru a alege corpul executiv denumit Comitetul Național Evreiesc (Vaad Leumi) din Palestina, care era responsabil cu învățământul, administrația locală, asistența socială, și într-o anumită masură, cu securitatea și apărarea. Ea vota și bugetul propus de Comitetul Național Evreiesc și Consiliul Rabinic.  

## Istorie
În timpul Mandatului britanic pentru Palestina, colectivitatea evreiască din acest teritoriu, denumită Ishuv, a stabilit o rețea de instituții politice și administrative, între care Adunarea Reprezentanților
  
Conform cu Ordonanța Organizării comunităților religioase din 1926, Adunarea a fost recunoscută de autoritățile mandatare britanice în 1928.
 
Ordonanța britanică a recunoscut atât cultele creștine cât și Ishuvul evreiesc  ca niște corporații personale. La fel, regimul mandatar a recunoscut ca atare și comunitatea islamică. Organizarea unui corp parlamentar pe principii democratice a fost, însă, respinsă de organizațiile musulmane  care s-au alcătuit dinainte fără o legitimare publică largă, pe baza modelului tradițional în vigoare al notabililor și demnitarilor.
Chiar și în rândurile cultelor creștine a existat doar un număr limitat de organe alese reprezentative - sinodurile regionale. 
Primele alegeri s-au ținut la 19 aprilie 1920. Toti evreii din Palestina aveau drept de vot după dezbaterile intense în legătură cu dreptul de vot al femeilor. O parte din fracțiunile religioase iudaice s-au opus dreptului de vot al femeilor, având ca argument, între altele, faptul că până și Republica Franceză cea laică nu-l acordase încă. Până la urmă femeile evreice palestiniene au avut câștig de cauză și au votat deja în 1920 pentru Adunarea reprezentanților. Printre primele deputate s-a numărat Nehama Feinstein-Puhaczevski.
Pentru a asigura o reprezentare adecvată până și a grupurilor mici din populație, s-a introdus în cadrul ei sistemul de reprezentare proporțională integrală, mod de scrutin  care cu puține excepții (baremul de reprezentare), este încă în vigoare în actualul parlament al Israelului - Knesset.  
Potrivit acestui sistem, în 1920 cea mai mare fracțiune politică evreiască din Palestina, Ahdut Ha'avoda (Uniunea Muncii) a obținut numai 70 din cele 314 locuri ale Adunării. Comunitatea evreilor ultraortodocși și partidul iudaic ultraortodox Agudat Israel au boicotat alegerile pentru Adunare din cauza obiecțiunilor lor față de sionismul laic.
Alegerile următoare s-au ținut în 1925. Următoarele runde de alegeri pentru Adunarea reprezentanților evrei au avut loc în anii 1931 și 1944. La ultimele alegeri, anumite grupuri, mai ales o fracțiune politică reprezentantând evrei sefarzi, au boicotat alegerile si nu a mai fost reprezentată

### Curente politice

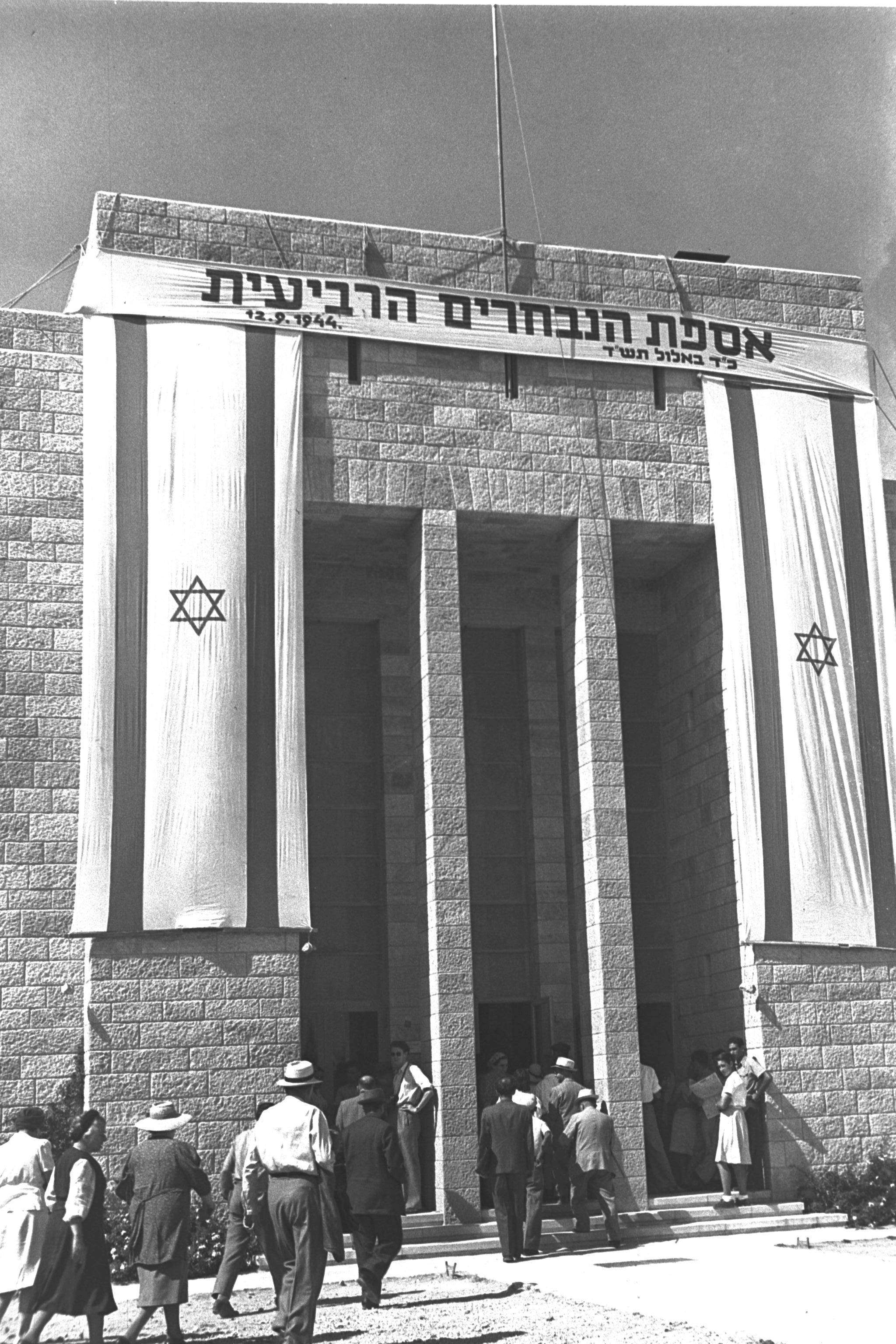
Intrarea la Adunarea Reprezentanților Evrei la Ierusalim la 8 decembrie 1944. Fotografie de Zoltan Kluger

Ishuvul era divizat în patru curente politice principale:
- Stânga socialistă și social-democrată - cuprindea:
  - mișcarea social-democrată reprezentată după 1930 de Partidul Mapai (Partidul Muncitorilor din Țara Israel) creat prin fuzionarea curentelor social-democrate „reformiste”, și a două partide socialiste marxiste - Hashomer Hatzair  (Tânărul Străjer) și Poaley Tzion Smol (aripa de stânga a partidului Poaley Tzion - Muncitorii Sionului)

Stânga s-a întărit în continuu în cursul anilor 1920 și a devenit dominantă la începutul anilor 1930. 
Confederația Generală a Muncitorilor Evrei din Țara Israelului - Histadrut, aflată în posesia unei mari părți din aparatul economic, i-a servit drept reazăm  
- Centrul-dreapta, cuprinzând partidul Sioniștilor Generali, naționaliști moderați și liberali, aliați cu stânga social-democrată
- Dreapta laică - cuprinzând:

Sioniștii revizioniști, mult mai naționaliști, care după 1948 au stat la baza Mișcării Herut (a Libertății) și care au contribuit mai târziu în Israel la formarea axei blocului Likud.
Opus stângii, în 1935 sionismul revizionist a părăsit instituțiile sioniste , care erau dominate de stânga în alianță cu sioniștii generali. Ei au refuzat să participe la alegerile din 1944 pentru Adunarea reprezentanților.
- Sioniștii religioși - împărțiți între partidul Mizrahi (conservatori și religioși după ritul ortodox) și Hapoel Hamizrahi (Muncitorul Mizrahi) (tot religios ortodox , sionist și cu o orientare socială, muncitorească)

Evreii ultra-ortodocși nesioniști sau haredim activau în rândurile unor partide precum Agudat Israel și Poaley Agudat Israel (Muncitorii Agudat Israel, influențat de doctrine sociale). Începând din anul 1929 au participat la instituții sioniste în mod limitat, dar Agudat Israel nu a acceptat să voteze pentru Adunarea Reprezentanților.

## Alegeri
- 19 aprilie 1920
- 6 decembrie 1925
- 5 ianuarie 1931
- 2 august 1944